# Douglas B-66 Destroyer
Douglas B-66 Destroyer – lekki bombowiec amerykański, bazujący na konstrukcji samolotu Douglas A-3 Skywarrior.